# گلدور
گلدور، روستایی از توابع بخش صفائیه شهرستان خوی در استان آذربایجان غربی ایران است.

## جمعیت
این روستا در دهستان سکمن‌آباد قرار دارد و براساس سرشماری مرکز آمار ایران در سال ۱۳۸۵، جمعیت آن ۳۶۰ نفر (۷۶ خانوار) بوده‌است. زبان اهالی ترکی آذربایجانی است.

## موقعیت
این روستا در ۳۵ کیلومتری شمال غربی خوی و در دامنه کوهی به نام چیچکلی داغ قرار دارد و آب هوای سرد و کوهستانی بر آن حاکم است.